# 石川顯
石川 顯（いしかわ あきら、1941年8月3日 - ）は、日本のアナウンサー、スポーツ評論家。石川 顕とも表記。
神奈川県横須賀市出身。TBSアナウンサーを経て、フリーアナウンサーとなる。キックボクシング選手の沢村忠の決め技「真空とびひざげり」の命名者。

## 来歴・人物
横須賀市立田浦小学校卒業。鎌倉学園高等学校卒業。元々は教員志望だったが、早稲田大学教育学部卒業後、1964年4月にTBSにアナウンサー第9期生として入社（同期には大沢悠里・小島康臣・平原晋太郎・桝井貞之・宇野淑子・高階玲子・二村義子・山田照子・吉野好子）。ラジオ編成局放送実施部（1964年5月）、報道局ニュース部（1965年6月）、ニュース取材部（1965年12月）、報道局運動部兼ニュース取材部（1966年7月）、報道局運動部兼アナウンサー研修室付（1967年11月）、ラジオ本部アナウンス室兼テレビ本部報道局運動部（1970年7月）、アナウンス室兼テレビ本部第二制作局スポーツ部（1979年12月）、アナウンスセンター兼スポーツ局（1991年5月）に配属される。
主にスポーツ中継（野球、キックボクシング、ボクシング、モーター、綱引き、バスケットボール、アメリカンフットボール）を担当（スポーツ実況は、1967年より）し、また、1984年7月にはロサンゼルスオリンピックのテレビを担当。全日本綱引選手権大会をTBSで初めてTV中継した際には「綱引きの中継なんてどうやってやればいいんだろう？」と戸惑ったという事を話している。2001年8月に定年退職。その後、フリーのスポーツアナウンサーやTBSアナウンススクールで非常勤講師として活動している。また、スポーツ評論家や大学講師（文教大学や関東学院大学他、国外の大学）としても活動している。
プロ野球の試合が長引き、7時間を超えるラジオ中継となった試合の実況を担当しており、試合の途中（6時間以上経過）に実況担当アナウンサーがトイレのために中座するという、前代未聞の事態になったことがある。（代理実況アナウンサーは武方直己、解説は田淵幸一）　なお、石川は解説の田淵に代理実況を託してトイレに行った。
キックボクシングのテレビ中継においては14年も続き、その間に独学したタイ語と渡航歴200回以上から英語も堪能。
生まれた頃より、一貫して横須賀市に住んでおり、TBS在籍当時は第一カッター興業監査役も務めて第一カッター興業の上場にも貢献したり、自宅から仕事場へ通っていた。TBSへの入社動機も、長男であり離れられないことと愛着があるためであった。また、横須賀親善大使も務めた。
大学では放送研究会と早大ハイソサイエティオーケストラの掛け持ちで所属し、司会者兼パーカッションを担当。
TBSに入社する際、大学3年時にはTBSアナウンス部長からスカウトをされた。

## 交友関係
同じく横須賀市出身の政治家の小泉純一郎とは同学年であり交流がある。

## 関連情報

### 出演番組
※特記なきものは、実況（ないしはリポーター）担当。

#### TBS時代
テレビ番組
- JAPAN MAJOR BASEBALL
- 『スーパーボウル』（? - 1988年）や『リコー・ジャパンボウル』などのアメリカンフットボール中継

スーパーボウル中継ではTBSの野球解説者である田淵幸一、小林繁、衣笠祥雄がゲスト解説を務めたことがある。
- キックボクシング中継

1967年より。実況アナウンサーとしての初仕事。沢村忠の「真空飛び膝蹴り」の名付け親である。
- TWWAプロレス中継（国際プロレス中継）
- 超人!コロシアム（競技実況）
- プロボクシング中継

2000年10月11日、畑山隆則防衛第2戦 WBA世界ライト級タイトルマッチ 対坂本博之戦（2001年、第26回アノンシスト賞大賞およびテレビ実況・フリートーク部門最優秀賞受賞）
- スポーツデスク（1976年）[7][6]
- バレーボール世界選手権（1998年男子大会、日本戦の一部と決勝戦を担当）

ラジオ番組
- TBSラジオ ザ・ベースボール
- パックインミュージック（1970年10月 - 1971年3月に土曜、1971年4月 - 1972年3月に火曜をそれぞれ担当）[6]

サイモン&ガーファンクルの「スカボロー・フェア」をBGMに、円谷幸吉選手の遺書を朗読するなど、スポーツアナならではの企画を展開していた。
- 三菱ふそう全国縦断 ひろし・あきらの朝ですよ〜!（1977年 - 1978年。久米宏と隔日交代。火・木を担当）[6]
- 三菱ふそう日本縦断 あきら・シゲルのモーニングダッシュ!（1978年。辻シゲルと隔日交代。水・木を担当）[7][6]
- 歌謡曲ゴールデンスタジアム（1978年）[6]
- プロ野球名選手物語（1981年）[7][6]

#### フリー
テレビ番組
- J SPORTS STADIUM（J SPORTS）
- YOKOHAMAベイスターズナイター（テレビ神奈川）
- プロ野球マスターズリーグ中継（パーフェクト・チョイス）

### イベント
- プロ野球マスターズリーグでの場内進行

### ビブリオグラフィ

#### 著書
- プロアナウンサーの「伝える技術」（2011年3月、PHP研究所〈PHP新書〉）ISBN 4569795501 - 「石川顕」名義。